# 壽城池站
壽城池站（：／ Suseongmot yeok */?）是大邱地鐵3號線沿線的一座高架車站，位於韓國大邱廣域市壽城區池山洞，韓語副站名為「TBC」。

## 車站結構
站體為2面2線側式月台的高架車站，候車月台設有半高式月台門，僅設1處出口。

### 月台配置
| 黃金 ↑ |
| \| 上  |
| ↓ 池山 |

| 月台 | 路線               | 目的地                           |
| ---- | ------------------ | -------------------------------- |
| 上行 | ●大邱都市鐵道3號線 | 黃金、西門市場、漆谷慶大醫院方向 |
| 下行 | ●大邱都市鐵道3號線 | 池山、凡勿、龍池方向             |

## 歷史
- 2015年4月23日：開通啟用。

## 車站周邊
- TBC股份有限公司
- 斗山洞住民中心
- 大邱斗山初等學校
- 大邱南陽學校
- 大邱地方警察廳
- 壽城池（朝鲜语：수성못）
- 壽城遊樂園
- Arte壽城樂園
- 斗山洞古墳群
- 壽城Artpia藝術中心（朝鲜语：수성아트피아）
- 大邱國樂FM廣播
- 大邱市交通硏修院

## 圖片

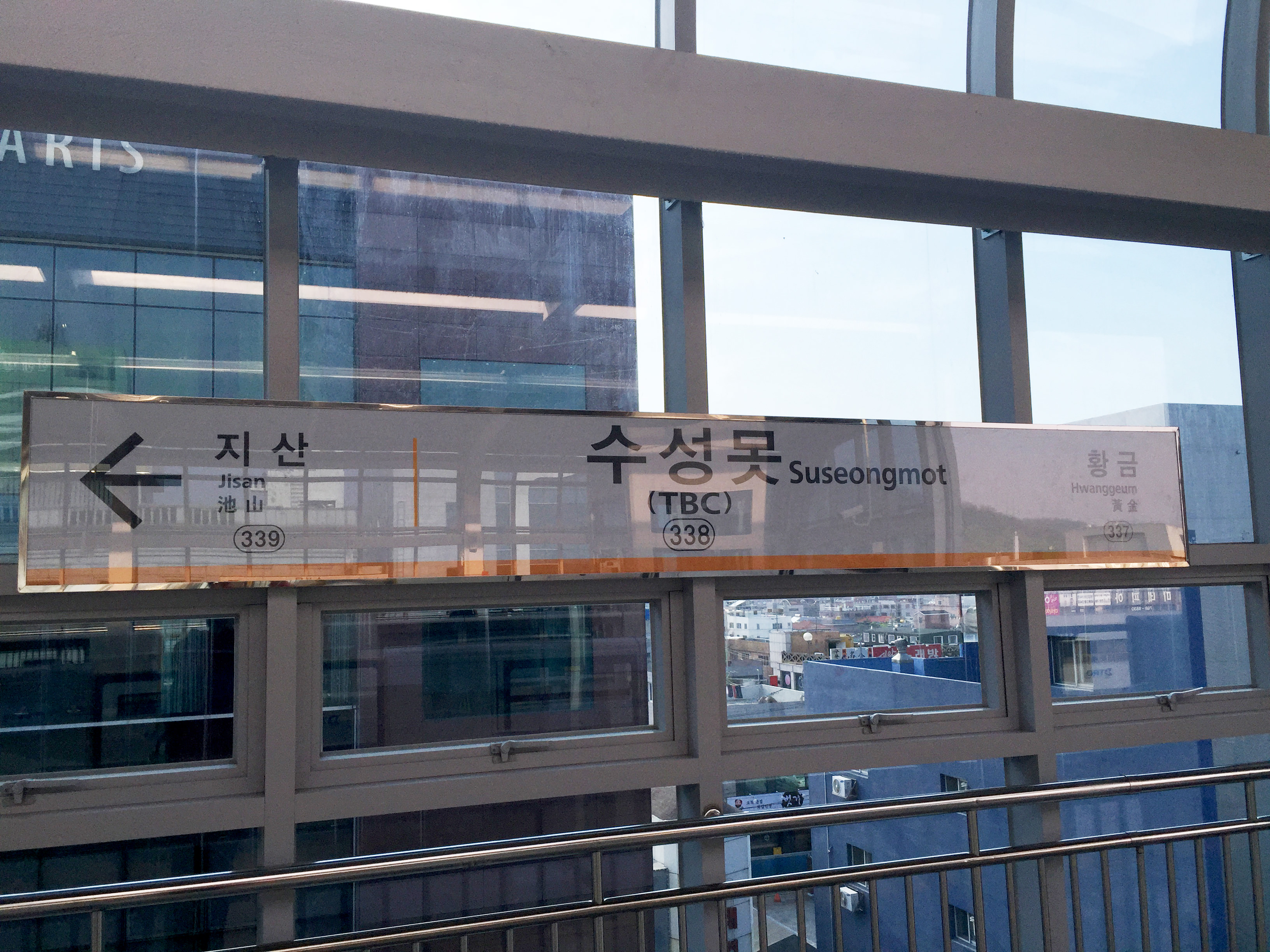
站名牌
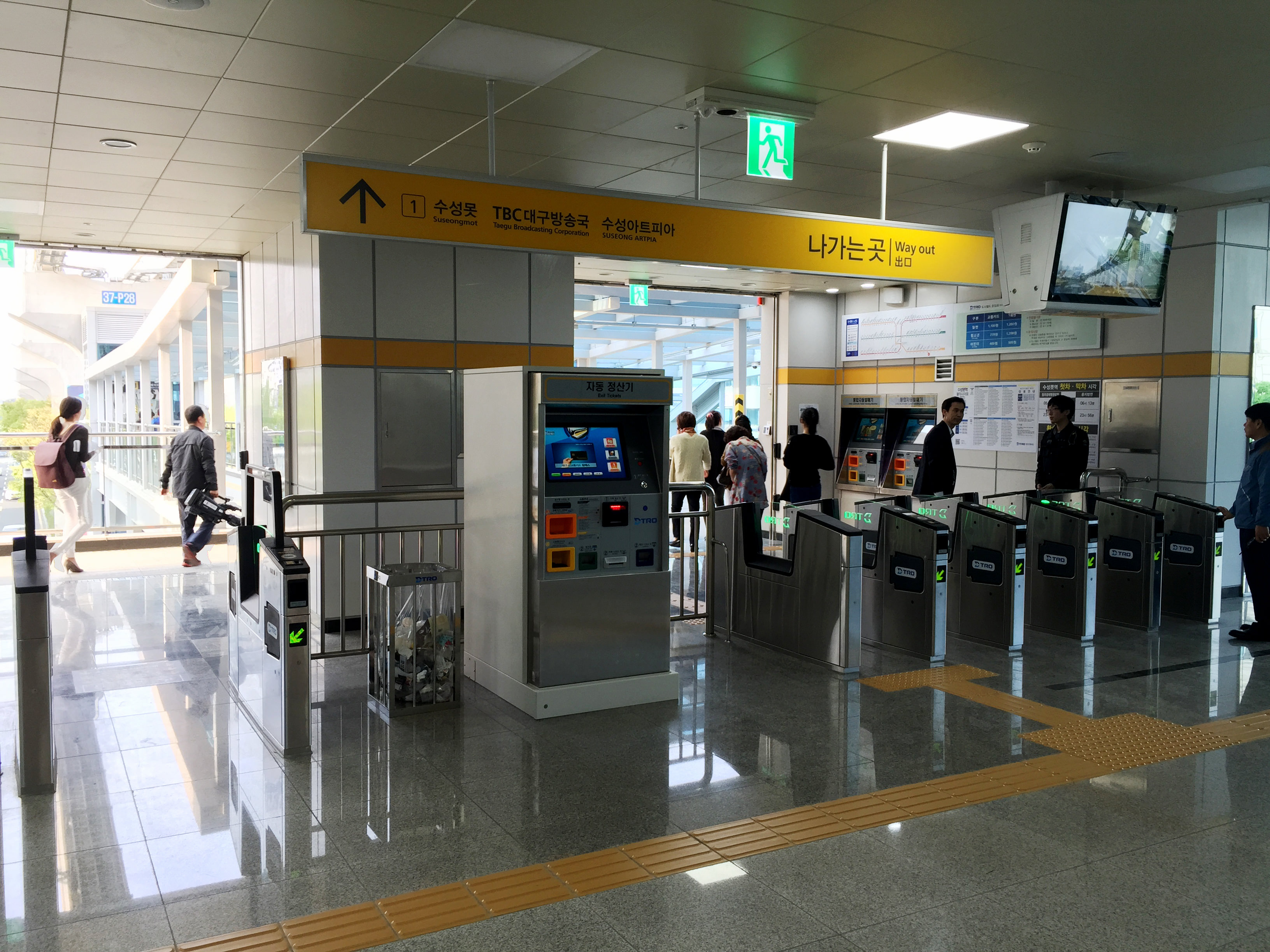
剪票閘口
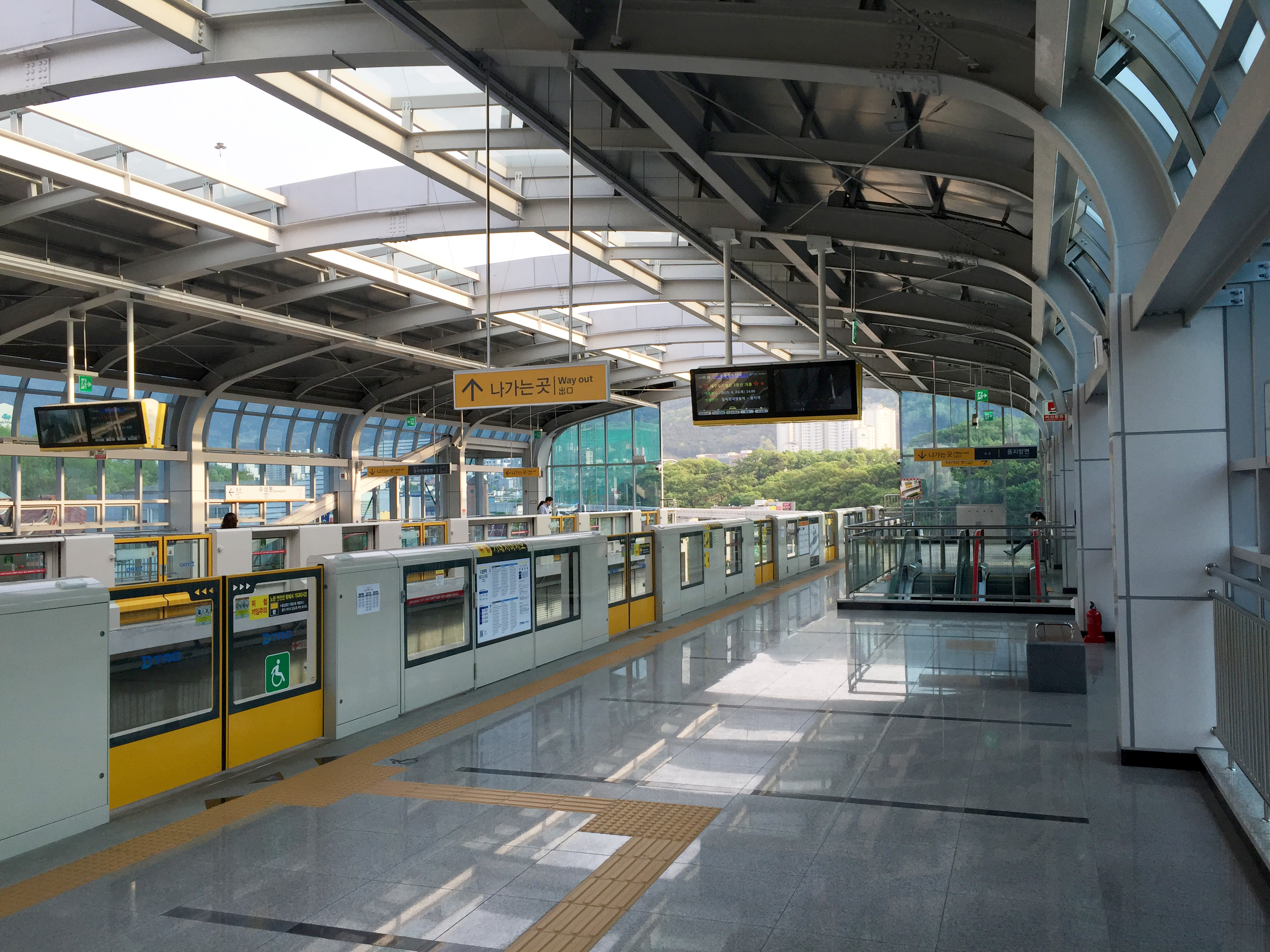
候車月台
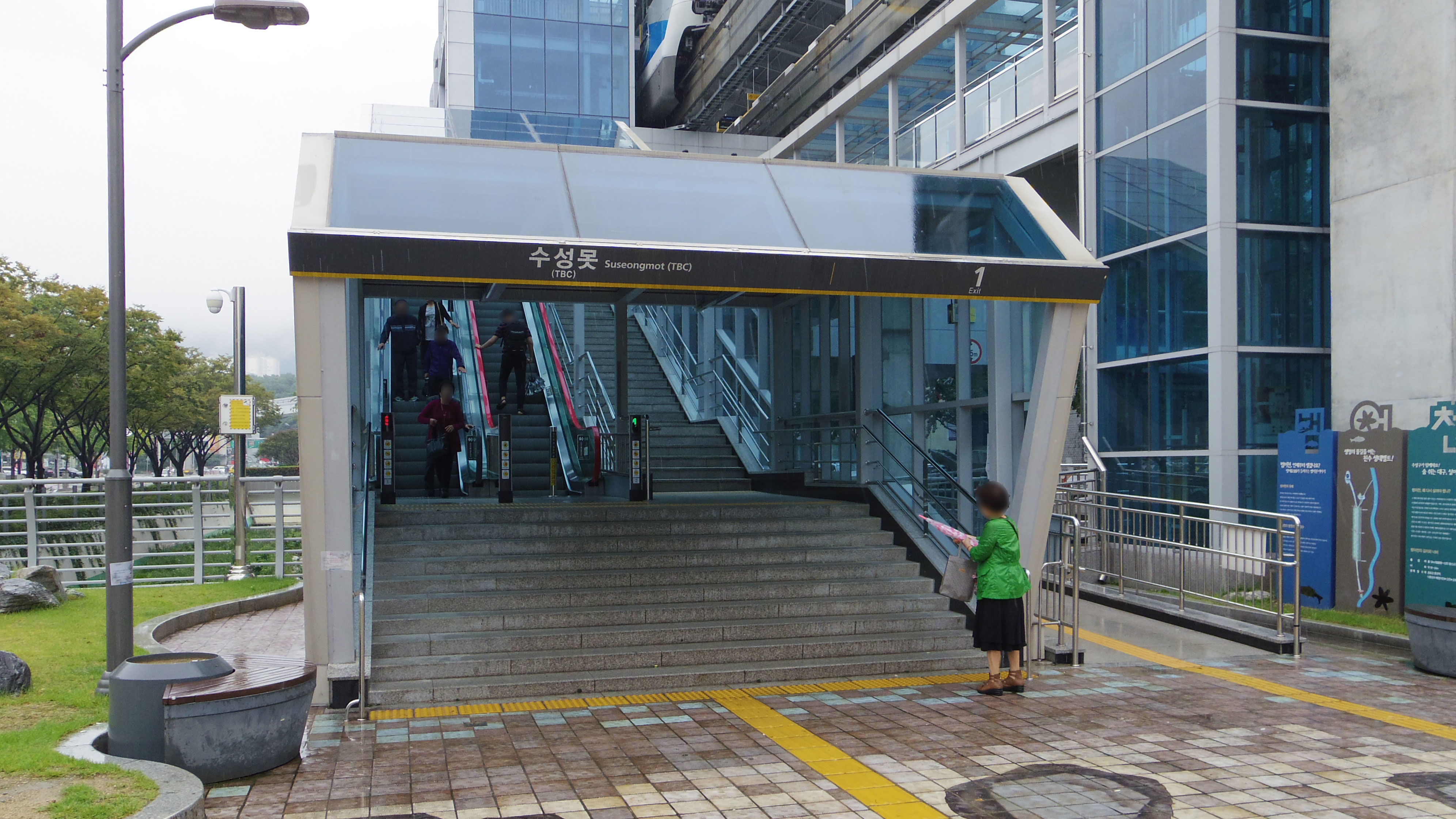
1號出口
車站建築

## 相鄰車站
大邱都市鐵道公社
●大邱都市鐵道3號線
黃金（337）－壽城池（338）－池山（339）